# 長井鞠子
長井 鞠子（ながい まりこ、1943年 - ）は、日本の通訳者、会議通訳者。株式会社サイマル・インターナショナルの顧問。主要国首脳会議（サミット）をはじめとする、多くの国際会議やシンポジウムの同時通訳で活躍している。

## 来歴・人物
宮城県仙台市生まれ。宮城学院中学校・高等学校卒業。国際基督教大学卒業。
小学1年の時、音楽教室のスズキ・メソードで、ヴァイオリンを始める。高校在学中、AFS生として奨学金でアメリカ合衆国に留学している。
大学2年生だった1964年、東京オリンピックで通訳を経験する。1967年、日本初の同時通訳エージェントであったサイマル・インターナショナルの専属通訳者になる。以降、日本の会議通訳者の草分け的存在として活躍する。
1998年の長野オリンピックでも通訳を行い、また、2020年夏季オリンピックの招致活動も経験している。

## 著書
書籍
- 『伝える極意』（2014年2月 集英社新書 / ISBN 978-4-08-720727-9）[7]
- 『情熱（パッション）とノイズが人を動かす』（2015年12月 朝日新聞出版 / ISBN　978-4-02-331464-1）[8]

雑誌
- 「二十歳の助走(3)学生運動に揺れるキャンパスで育まれた好奇心が武器になった」（2011年9月 外務省 / 『外交専門誌「外交」Vol．9』）[9][10]

## テレビ出演
- ジョブチューン アノ職業のヒミツぶっちゃけます! （TBS / 2013年10月19日放送）[11]
- プロフェッショナル 仕事の流儀 第225回「言葉を超えて、人をつなぐ 会議通訳者・長井鞠子」（NHK総合 / 2014年3月3日放送）[12]